# Крутівська сільська рада (Кодимський район)
Крутівська сільська́ ра́да — адміністративно-територіальна одиниця та орган місцевого самоврядування в Кодимському районі Одеської області. Адміністративний центр — село Круті.

## Загальні відомості
Крутівська сільська рада утворена в 1926 році; повторно у 1975 р.
- Територія ради: 51,33 км²
- Населення ради: 1 003 осіб (станом на 2001 рік)

## Населені пункти
Сільській раді були підпорядковані населені пункти:
- с. Круті
- с. Семенівка

## Населення
Згідно з переписом УРСР 1989 року чисельність наявного населення сільської ради становила 1055 осіб, з яких 436 чоловіків та 619 жінок.
За переписом населення України 2001 року в сільській раді мешкали 992 особи.

### Мова
Розподіл населення за рідною мовою за даними перепису 2001 року:
| Мова       | Відсоток |
| ---------- | -------- |
| українська | 95,81 %  |
| російська  | 2,29 %   |
| молдовська | 1,89 %   |

## Склад ради
Рада складалася з 12 депутатів та голови.
- Голова ради: Перепилиця Олег Михайлович
- Секретар ради: Дудник Людмила Василівна

### Керівний склад попередніх скликань
| Прізвище, ім'я, по батькові | Основні відомості                                                 | Дата обрання | Дата звільнення |
| --------------------------- | ----------------------------------------------------------------- | ------------ | --------------- |
| Кравець Олександр Петрович  | Сільський голова, 1964 року народження, член Партії регіонів      | 26.03.2006   | 31.10.2010      |
| Перепилиця Олег Михайлович  | Сільський голова, 1971 року народження, освіта вища, безпартійний | 31.10.2010   |                 |

Примітка: таблиця складена за даними сайту Верховної Ради України

### Депутати
За результатами місцевих виборів 2010 року депутатами ради стали:

#### За суб'єктами висування
| Суб'єкт висування | Кількість обраних депутатів | %   |
| ----------------- | --------------------------- | --- |
| Партія регіонів   | 12                          | 100 |

#### За округами
| № округу        | Прізвище, ім'я, по батькові        | Дата визнання обраним | Освіта             | Партійна приналежність | Відомості про обраного депутата                                                        |
| --------------- | ---------------------------------- | --------------------- | ------------------ | ---------------------- | -------------------------------------------------------------------------------------- |
| Партія регіонів |                                    |                       |                    |                        |                                                                                        |
| 1               | Руснак Микола Антонович            | 05.11.2010            | середня            | член Партії регіонів   | тимчасово не працює                                                                    |
| 2               | Кодимська Надія Никифорівна        | 05.11.2010            | середня            | позапартійна           | управління праці та соціального захисту населення, Кодимська РДА, соціальний працівник |
| 3               | Пазина Аксенія Василівна           | 05.11.2010            | вища               | позапартійна           | Крутівська загальноосвітня школа, медична сестра                                       |
| 4               | Дудник Людмила Василівна           | 05.11.2010            | середня спеціальна | член Партії регіонів   | Крутівська сільська рада, секретар                                                     |
| 5               | Пишка Валентина Анатоліївна        | 05.11.2010            | вища               | член Партії регіонів   | Крутівська сільська рада, землевпорядник                                               |
| 6               | Момотлива Лідія Петрівна           | 05.11.2010            | середня спеціальна | член Партії регіонів   | аптечний пункт с. Круті, завідувачка                                                   |
| 7               | Подкалюк Тетяна Юріївна            | 05.11.2010            | середня спеціальна | член Партії регіонів   | Крутівський ВЗ ИПЗ № 7 ЦОС № 2, начальник відділу зв'язку                              |
| 8               | Пазина Олег Володимирович          | 05.11.2010            | вища               | позапартійний          | Крутівська загальноосвітня школа, вчитель фізичної культури                            |
| 9               | Щуровська Валентина Сергіївна      | 05.11.2010            | вища               | позапартійна           | пенсіонер                                                                              |
| 10              | Яблонська Тетяна Іванівна          | 05.11.2010            | вища               | член Партії регіонів   | Крутівська загальноосвітня школа, вчитель початкових класів                            |
| 11              | Деревянко Ольга Анатоліївна        | 05.11.2010            | вища               | позапартійна           | Крутівська загальноосвітня школа, заступник директора                                  |
| 12              | Стояновська Світлана Володимирівна | 05.11.2010            | вища               | член Партії регіонів   | Крутівська лікарняна амбулаторія, медична сестра                                       |